# Cissus verticillata
Cissus verticillata là một loài thực vật hai lá mầm trong họ Nho. Loài này được (L.) Nicolson & C.E.Jarvis miêu tả khoa học đầu tiên năm 1984.